# Ercta trichoneura
Ercta trichoneura là một loài bướm đêm trong họ Crambidae.